# Super Bowl XXI
El Super Bowl XXI fue el nombre que se le dio al partido de fútbol americano que definió al campeón de la temporada 1986-87 de la NFL. El partido se disputó el 25 de enero de 1987 en el estadio Rose Bowl Stadium de la ciudad de Pasadena, California. Enfrentó al campeón de la AFC los Denver Broncos y al campeón de la NFC los New York Giants. El título quedó en manos de los New York Giants quienes vencieron por 39-20 y de esta forma obtuvieron su primer título de Super Bowl.

## Resumen del partido
La primera mitad terminó con los Denver Broncos arriba 10-9 (la menor diferencia al término de los primeros 30 minutos en un Super Bowl). En el tercer cuarto el dominio de los Giants fue absoluto, la ofensiva anotó 17 puntos y la defensiva no le permitió nada a la ofensiva de los Broncos. El partido terminó con victoria de los New York Giants por 39-20. El jugador más valioso fue Phil Simms, quien impuso un nuevo récord, al completar diez pases en forma consecutiva y finalizó con un porcentaje récord del 88 % de pases completos con 22 de 25 intentos; además lanzó para 268 yardas y tres anotaciones.